# Chiesa dei Santi Pietro e Paolo Apostoli (Trento)
La chiesa dei Santi Pietro e Paolo Apostoli è una chiesa sussidiaria e cimiteriale a Vigo Meano, frazione di Trento. Risale al XIV secolo o forse ad epoca precedente.

## Storia
Non è possibile datare con precisione l'edificazione della primitiva chiesa a Vigo Meano che, sino al 1861, fu anche il solo luogo di culto della comunità di Vigo Meano e Cortesano.
La prima documentazione esplicita che la riguarda risale al 1315 tuttavia un documento la cita indirettamente come esistente già nell'XI secolo poiché la sua consacrazione sarebbe avvenuta tra il 1055 e il 1057.
Nel 1527 venne eretta la torre campanaria e subito dopo si iniziò a costruire la sagrestia, ultimata nel 1546 con un accesso dalla parte absidale.

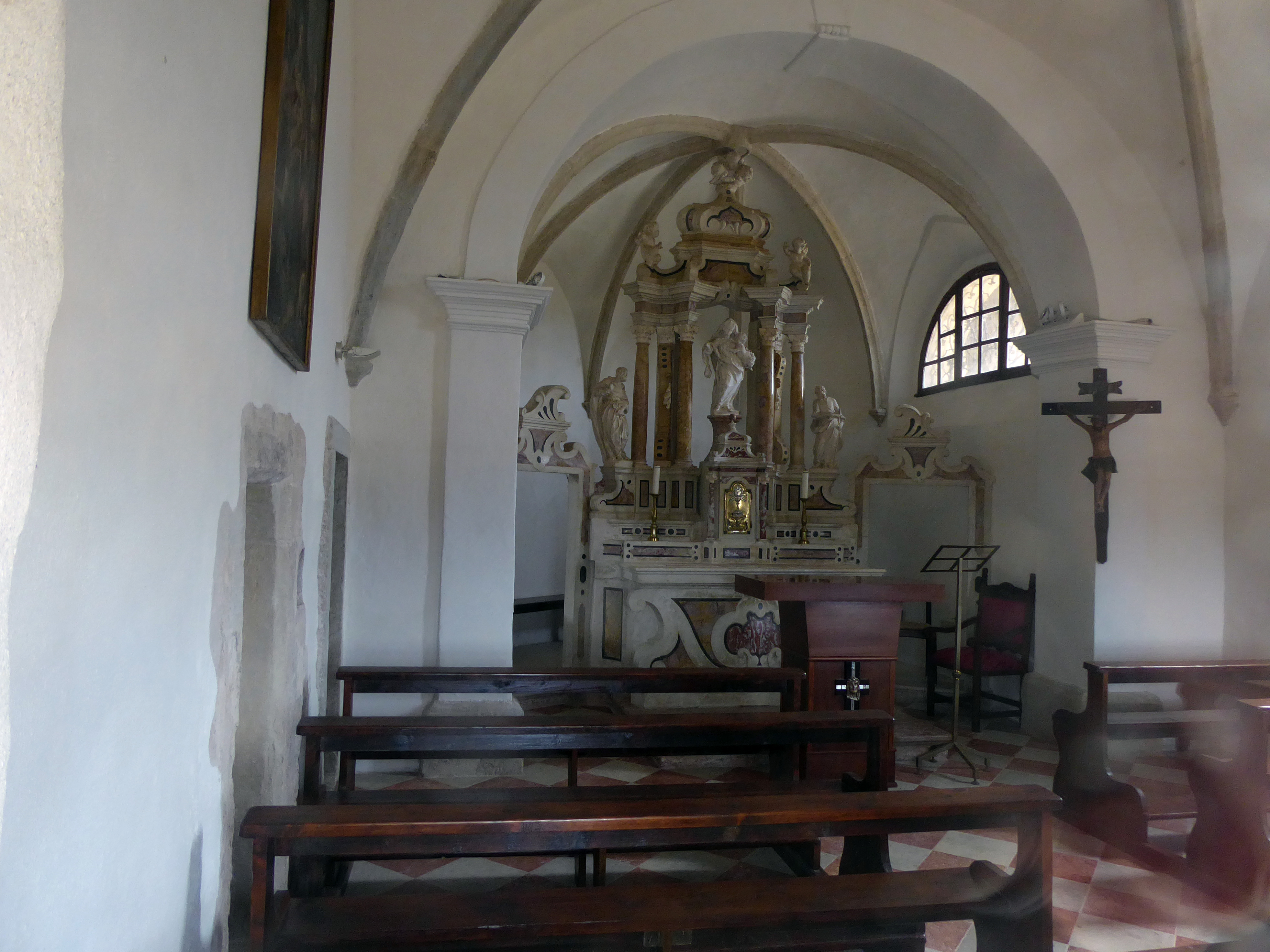
Interno della chiesa.

Attorno al 1622 Adamo Adami affrescò le pareti dell'abside ma di tali dipinti restano solo parti frammentarie. 
Nel 1718 ottenne dignità di cappellania curata ricevendo così indipendenza dalla parrocchiale di Santa Maria Assunta di Meano. Pochi anni dopo, nel 1724, iniziò un'opera di ristrutturazione e rifacimento che interessò la copertura del tetto, il prospetto principale e l'ampliamento della sacrestia.
Ottenne la concessione del fonte battesimale nel 1762 poi, negli anni 1767 - 1769,  fu dotata di un nuovo altare in marmo. Contemporaneamente nel presbiterio fu aperta una finestra per dar luce all'interno e la zona dell'arco santo fu arricchita di decorazioni a stucco.
A partire dalla seconda metà del XIX secolo fu interessata da importanti restauri che compresero una piccola tettoia posta sulla facciata e il rifacimento di coperture e pavimentazione. Subito dopo questi lavori, che si rivelarono quindi insufficienti per il mantenimento della struttura, furono riscontrati gravi rischi di crollo e il luogo di culto venne chiuso alle funzioni. A partire dal 1859 l'edificio venne rimesso in sicurezza ma già circa dieci anni dopo, con l'avvenuta costruzione del nuovo edificio sacro a Vigo Meano, che divenne anche parrocchiale, si decise di ridurre notevolmente le sue dimensioni. L'antica facciata fu demolita con gran parte della navata e la chiesa fu, da quel momento, utilizzata solo come cappella cimiteriale. Durante tali lavori andarono perdute molte delle decorazioni preesistenti.
Gli ultimi importanti interventi conservativi vennero realizzati entro il 2004.

## Descrizione
Il piccolo tempio si trova all'esterno del centro abitato, sulla strada che porta a Cortesano, in posizione elevata e tra vigneti. Attorno alla chiesa si trova il cimitero, al quale la chiesa è da sempre legata. La facciata recente, risultato di una demolizione e riduzione dell'originale luogo di culto trecentesco, si presenta con orientamento verso est. A caratterizzare l'insieme del luogo sono la torre campanaria, molto alta e snella, ed un cipresso poco lontano.
La navata interna è unica e ridotta ad una sola campata. La sala corrisponde all'antico presbiterio.